# Neotroglocarcinus
Neotroglocarcinus is een geslacht van kreeftachtigen uit de klasse van de Malacostraca (hogere kreeftachtigen).

## Soorten
- Neotroglocarcinus dawydoffi (Fize & Serène, 1956)
- Neotroglocarcinus hongkongensis (Shen, 1936)